# 拉貝阿提斯槽溝
拉貝亚提斯堑沟群（Labeatis Fossae）是一条位於火星月沼区的槽沟，中心座標25.5° N, 84.1° W。該槽溝長度1560公里，以位于北纬30度、西经75度处的反照率特徵命名。

## 圖集

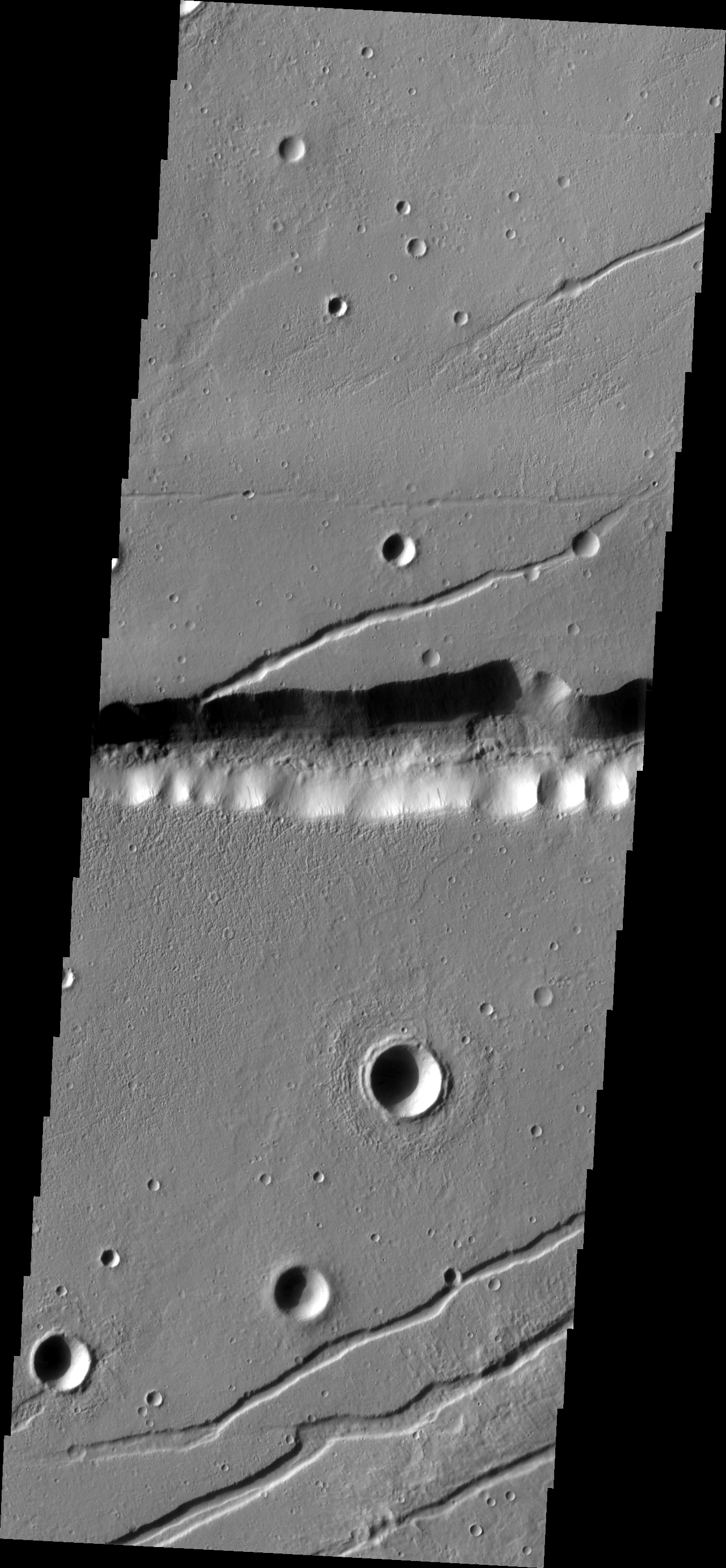
熱輻射成像系統拍攝的拉貝亚提斯槽溝與附近區域。